# チャイニーズ・ゴースト・ストーリー3
『チャイニーズ・ゴースト・ストーリー3』（原題：倩女幽魂3 道道道、英題：A Chinese Ghost Story III）は、1991年公開の香港映画。前々作から100年後の世界を舞台にした外伝的作品。

## ストーリー
ロウロウが妖力を失い100年後。
大国寺に黄金の仏像を届けるために旅をする老僧・白雲とその弟子フォンは郭北県へとやって来た。途中雨宿りのために寄ったあばら家でインと出会う。町にたどり着いた二人は飲食店でインと再会するが、彼の振るった剣によってフォンの背負い籠が壊され周囲の人間に仏像の存在を知られてしまう。危険を感じた白雲はすぐに町を離れ蘭若寺に向かう。
一方町にいたならず者たちは仏像を狙って二人の後を追うが、女の声に引き寄せられ森の中に立つ屋敷にたどり着く。そこはあの千年樹の妖怪ロウロウの屋敷であり、妖力を取り戻したロウロウは再び幽霊たちを従えて人間の精気を狙っていた…。

## スタッフ
- 監督：チン・シウトン
- 製作：ツイ・ハーク
- 製作総指揮：ロジャー・リー
- 脚本：ロイ・ツェト
- 撮影：タム・ムーントン
- 編集：マク・チーシン（英語版）
- 音楽：ロメオ・ディアズ（英語版）、ジェームズ・ウォン
- 衣装デザイン：ウィリアム・チャン、ユ・カ・オ、ング・ボ・リン
- 動作設計：チン・シウトン、ユン・ブン、マー・ユンシク、張耀星
- 特殊効果：シネフェックス・ワークショップ

## 登場人物
フォン（十方）：トニー・レオン（吹替：堀秀行）
師匠の白雲とともに黄金の仏像を大国寺に届けるために旅をする僧侶。赤ん坊の時に寺の前に捨てられていた孤児で、白雲に拾われて育てられた。修行中で術は使えないので戦闘力は低く、お経を唱えることしか出来ない。シュ・チェに誘惑されるが僧侶の戒律に触れるのを恐れて拒もうとする。
白雲：ラウ・シュン（吹替：藤本譲）
捨て子だったフォンを引き取った育ての親。宝杖や数珠を武器とし、様々な術が使える。妖気を感じると耳が小刻みに震え、またピンチになると耳を伸ばして目を覆って防御体勢に入れる。
イン・チェッハー（燕赤霞）：ジャッキー・チュン（吹替：堀内賢雄）
フォンたちが郭北県に向かう途中に知り合った道士。豪胆でさっぱりとした性格だが、何かにつけてそろばんを弾くなど金にはうるさい。僧侶と違い禁欲の戒律は無いらしく、シュ・デップやシュ・チェのことを気に入る。武器は大剣と飛剣、巻物。また飛行甲冑という鎧をまとうと高速移動が出来るようになる。
前作・前々作に登場したイン道士と同姓同名だが、彼の本名ではなく、亡き武道の達人の名を名乗っている全くの別人。その武道の達人が1・2作目のインと同一人物なのかも詳しくは言及されていない。
シュ・チェ（小卓）：ジョイ・ウォン（吹替：島本須美）
無人となった蘭若寺に住む幽霊。ロウロウの側女の一人。かつてシウシンがそうであったように、男たちを誘惑してロウロウが精気を奪うのを手伝わされている。また彼女の遺骨も千年樹の根元に葬られており、ロウロウに逆らうことは出来ない。フォンを誘惑しようとする。
ロウロウ（姥姥）：ラウ・シウミン（吹替：北川智繪）
1作目にも登場した千年樹の妖怪。100年前インに手傷を負わされ妖力を失っていたが、時を経て妖力は回復し、以前よりも多くの配下を従えている。
シュ・デップ（小蝶）：ニナ・リー（吹替：佐々木優子）
ロウロウの側女の一人。シュ・チェとは仲が悪い。爪を伸ばして攻撃する。

## 関連作品
- チャイニーズ・ゴースト・ストーリー
- チャイニーズ・ゴースト・ストーリー2
- チャイニーズ・ゴースト・ストーリー スーシン